# Домінік Грів
Домінік Чарльз Робертс Грів (англ. Dominic Charles Roberts Grieve; нар. 24 травня 1956, Ламбет, Лондон) — британський політик-консерватор, член парламенту з 1997 до 2019 р. і генеральний прокурор Англії і Уельсу, Генеральний юрисконсульт Північної Ірландії з 2010 до 2014 року.

## Життєпис
Народився в сім'ї Персі Гріва, члена парламенту з 1964 до 1983 р. Грів здобув ступінь бакалавра мистецтв з сучасної історії в Оксфорді у 1978 р., очолював Консервативну асоціацію Оксфордського університет у 1977 р. Він продовжив навчання у Політехнічному інституті Центрального Лондона (нині Університет Вестмінстера), де отримав диплом у галузі права у 1979 р.
З 1980 р. він вів юридичну практику, є фахівцем у галузі охорони праці і медичного права. З 1982 до 1986 р. входив до ради лондонського боро Гаммерсміт і Фулем. У 1987 р. був кандидатом у члени парламенту.
З 2003 до 2009 р. — тіньовий генеральний прокурор.
З 2008 до 2009 р. — тіньовий міністр внутрішніх справ.
З 2009 до 2010 р. — тіньовий міністр юстиції.
З 2015 до 2019 р. — голова парламентського Комітету з питань розвідки і безпеки.